# Alexis Mirbach
Alexis Mirbach, né le 4 mars 2005 à Metz (France), est un footballeur français jouant au poste de gardien de but, au FC Nantes.

## Biographie

### Formation à l'ES Metz et au RS Magny (2013 - 2018)
Originaire de Metz, il pratique le football dès l'âge de huit ans à l'ES Metz, avant de rejoindre le RS Magny en U11. Son entraîneur de l'époque le décrit alors comme le « gardien idéal avec qui on a envie de travailler ». Auteur d'une belle saison avec les U13 de son club, il est recruté par le FC Metz en 2018.                                    

### FC Metz (2018 - 2025)
En août 2021, Alexis Mirbach dispute son premier match avec la réserve du FC Metz face au FC Fleury 91 en National 2. Quelques jours plus tard, en septembre, il joue son premier match en National U19 avec son club. Le 19 février 2022, il signe un premier contrat stagiaire professionnel avec le FC Metz.                                    
Le 2 septembre 2022, il est appelé pour la première fois dans le groupe professionnel, en Ligue 2 face au FC Annecy. Il confirme son statut durant la saison suivante, en devenant gardien titulaire de l'équipe réserve du club, ainsi que durant la saison 2023-2024.                                    
Le 16 novembre 2024, il débute avec l'équipe professionnelle du FC Metz lors d'une victoire en Coupe de France face au FCSR Obernai.                                    

### FC Nantes (depuis 2025)
Le 30 juin 2025, le joueur s'engage, libre de tout contrat suite à son départ du club mosellan au FC Nantes, en Ligue 1.

### En sélection
Le 12 avril 2022, il est convoqué pour la première fois avec l'équipe de France U17 lors d'une double confrontation match face à l'Espagne, mais il ne rentre pas en jeu.   
Le 31 mai 2023, il est appelé en équipe de France U18 par Bernard Diomède à l'occasion du tournoi Maurice-Ravello. Il joue son premier et seul match avec cette catgéorie face à l'Arabie Saoudite.  
En novembre 2023, il est sélectionné avec l'équipe de France U19, avec qui il joue son premier match face au Danemark en qualification pour l'Euro U19. Le 15 juillet 2024, il est retenu pour disputer ce tournoi en Irlande du Nord, où il joue uniquement le troisième match de poule face à l'Espagne (2-2). L'équipe de France termine deuxième du tournoi après une défaite en finale face à cette même équipe (0-2).  

## Statistiques
| Saison                | Club                  | Championnat           | Championnat | Championnat | Championnat | Coupe(s) nationale(s) | Coupe(s) nationale(s) | Coupe(s) nationale(s) | Total | Total | Total |
| Saison                | Club                  | Division              | M.          | B.          | P.d.        | M.                    | B.                    | P.d.                  | M.    | B.    | P.d.  |
| 2022-2023             | FC Metz               | Ligue 2               | -           | -           | -           | -                     | -                     | -                     | 0     | 0     | 0     |
| 2023-2024             | FC Metz               | Ligue 1               | -           | -           | -           | -                     | -                     | -                     | 0     | 0     | 0     |
| 2024-2025             | FC Metz               | Ligue 2               | -           | -           | -           | 3                     | 0                     | 0                     | 3     | 0     | 0     |
| Total sur la carrière | Total sur la carrière | Total sur la carrière | 0           | 0           | 0           | 3                     | 0                     | 0                     | 3     | 0     | 0     |

## Palmarès

### En sélection
France -19 ans
- Euro -19 ans
  - Finaliste en 2024